# Trümmerbahn Nürnberg
| Trümmerbahn Nürnberg | Trümmerbahn Nürnberg |
| -------------------- | -------------------- |
|                      |                      |
| Spurweite:           | 900 mm (Schmalspur)  |
|                      |                      |

Die Trümmerbahn Nürnberg, im Volksmund „Trümmer-Express“ oder „Moll-Bahn“ genannt, war eine Trümmerbahn in Nürnberg. Sie diente nach dem Zweiten Weltkrieg zur Beseitigung des Kriegsschutts und verlief von der Altstadt über den Valznerweiher, das Reichsparteitagsgelände und den Silberbuck nach Fischbach. Die Schmalspurbahn hatte eine Spurweite von 900 Millimetern und wurde 1946 bis 1947 gebaut, nachdem durch die Luftangriffe auf Nürnberg in der Altstadt etwa 95 Prozent der Gebäude zerstört oder schwer beschädigt waren und große Mengen Schutt beseitigt werden mussten. Nachdem die größten Schuttberge in der Altstadt und der östlichen Südstadt beseitigt waren, stellte die Bahn ihren Betrieb 1950 wieder ein. Ähnliche Anlagen existierten in etwa drei Dutzend weiteren deutschen Städten.

## Verlauf
In der Innenstadt änderte sich der Verlauf der lose verlegten Gleise häufig nach Bedarf. Die Bahn führte zunächst ostwärts, am Prinzregentenufer aus der Altstadt hinaus, entlang der durch Bombentreffer ebenfalls teils verschütteten Pegnitz und querte diese am Wöhrder Talübergang auf einer eigens hierfür errichteten Eisenträgerbrücke. Nach dem Dürrenhoftunnel folgte sie der Regensburger Straße, querte St. Peter, verlief am Reichsparteitagsgelände vorbei bis zur Baugrube des nicht mehr gebauten Deutschen Stadions, wo der Schutt zunächst abgeladen wurde. Direkt daneben wurde der Silberbuck, ein 35 Meter hoher Berg aus Gift- und Chemiemüll, aufgehäuft. Am Valznerweiher entstand für die Fahrzeuge auf dem heutigen Gelände des 1. FC Nürnberg ein eigenes Bahnbetriebswerk mit Lokomotivschuppen und Abstellgleisen. Dort wurden die Maschinen gewartet und mit Wasser und Kohlen versorgt. An verschiedenen Stellen waren Ausweichen vorhanden, damit Gegenzüge passieren konnten. Als die Kapazitäten am Deutschen Stadion allmählich erschöpft waren und keine weiteren weithin sichtbaren Schuttberge wie der Silberbuck oder der Föhrenbuck in Maiach aufgehäuft werden sollten, wurde die Strecke über die heutige Breslauer Straße nach Fischbach verlängert. Der Schutt des Föhrenbucks stammt aus anderen Stadtvierteln und wurde nicht mit der Trümmerbahn angeliefert, sondern mit Lastwagen und Lastkähnen auf dem damals noch fast durchgängig befahrbaren Ludwig-Donau-Main-Kanal transportiert. Um Fischbach waren große Waldgebiete ausgewiesen, in denen der weitere Schutt möglichst gleichmäßig und unauffällig ausgebracht werden sollte. Deshalb änderte sich dort die Streckenführung der Schuttbahn fast täglich. Im Vollausbau umfasste die Trümmerbahn ein Streckennetz von 17 Kilometern und zusätzlich etwa drei Kilometer Betriebsstrecken.

## Bau und Betrieb
Mit dem Bau und Betrieb der Trümmerbahn wurde die Leonhard Moll AG aus München beauftragt, die als einer der Marktführer bei der Herstellung von Betriebsbahnen über die entsprechenden Kapazitäten verfügte. Anfangs wurden die Loren von Pferden gezogen oder von Hand geschoben. Die Trümmerbahn konnte mehrere Dutzend Kubikmeter Schutt pro Fahrt transportieren. Befahren wurde die Strecke mit kleinen Dampflokomotiven, die Kipploren zogen. Zum Einsatz kamen bis zu 18 kleine Dampflokomotiven von Henschel oder Krauss-Maffei mit einer Leistung von 20 bis 75 PS. Während beladene Züge bergauf nur im Schritttempo fahren konnten, erreichten leere Züge bergab Geschwindigkeiten bis zu 40 km/h. Bei Überladung und an den Steigungen musste zusätzlich geschoben oder eine zweite Lokomotive vorgespannt werden. Die Mehrfachtraktion war außerdem notwendig, da das Gelände nach Fischbach von 295 auf 345 m ü. NN beständig ansteigt. Es standen einige hundert offene Kipploren zur Verfügung. Die mit der Trümmerbeseitigung beauftragten Unternehmen setzten alle verfügbaren Wagen ein, wodurch es zu einer großen Vielfalt bezüglich der Bauart, Größe und des Baujahres kam. Üblicherweise wurden in Nürnberg sechs bis acht beladene Loren von einer oder zwei Lokomotiven befördert. Auf der Rückfahrt konnten in der Leerfahrt 15 bis 20 Wagen gezogen, und in den Wäldern geschlagenes Brennholz mitgenommen werden. Neben den Loren dienten Plattformwagen für den Transport von Balken, Eisenträgern und anderem sperrigen Material. Sofern ein Transport von Flüssigkeiten erforderlich war, wurden vorhandene Fässer verzurrt.

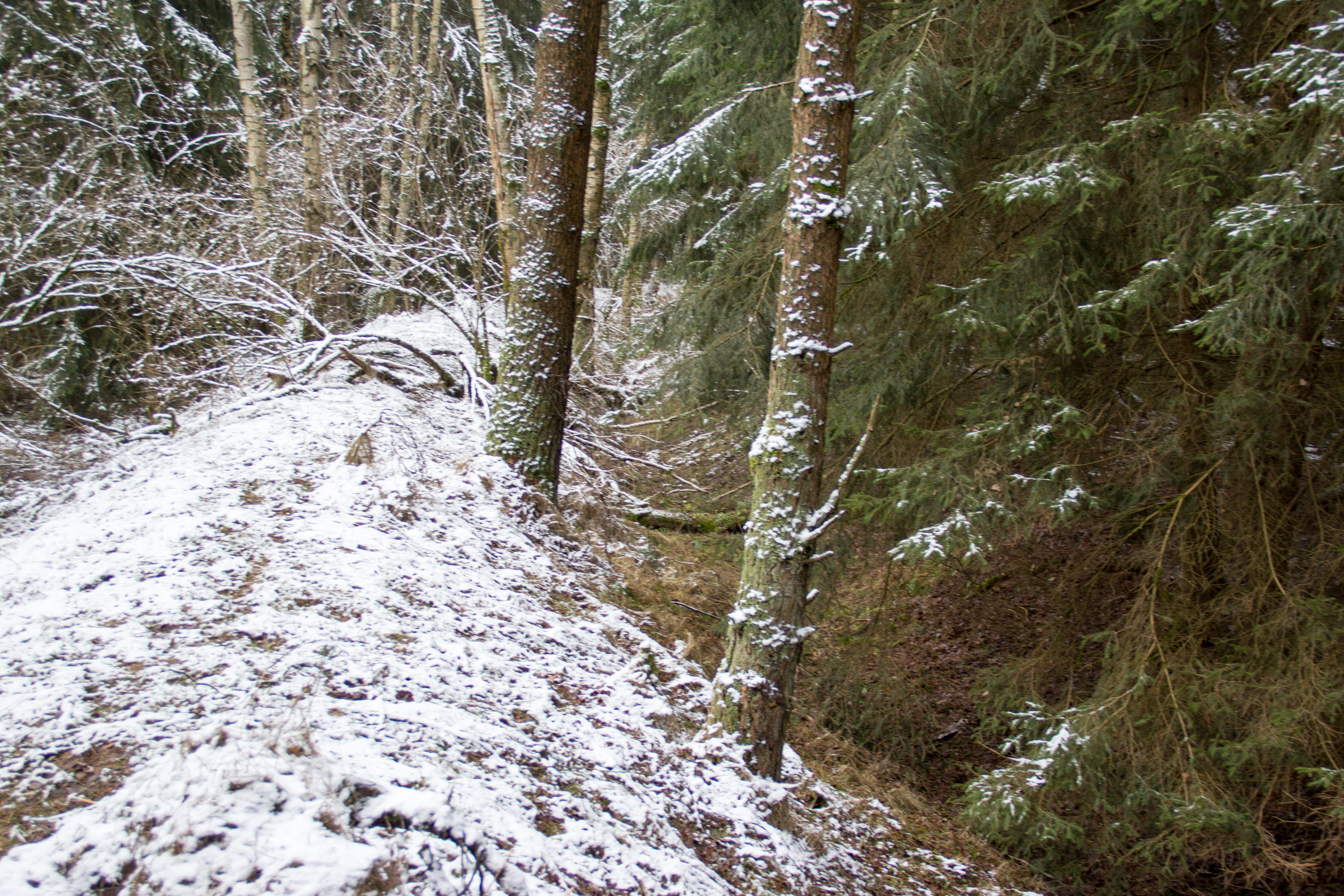
Schuttabladungen bei Fischbach

Bis auf eine Entgleisung sind keine nennenswerten Unfälle oder Betriebsstörungen überliefert.
Die Beladung erfolgte, im Gegensatz zu anderen deutschen Großstädten, nur in geringem Umfang durch die sogenannten Trümmerfrauen. Eingesetzt wurden in Nürnberg vorrangig deutsche Kriegsgefangene, die von den Alliierten eingeteilt wurden. Im Jahr 1946 führte der Stadtrat zusätzlich einen Pflichtdienst ein, der allen 16- bis 29-jährigen 50 Stunden Räumarbeiten abverlangte.:10 Geladen wurde meist manuell oder mit Schubkarren über eigens aufgeschüttete kleine Laderampen.  Soweit verfügbar, kamen später bei ausreichendem Platzangebot einfache Förderbänder und Bagger zum Einsatz, wobei eine Materialtrennung stattfand. Noch brauchbare Materialien und Gegenstände wurden dabei vor Ort separiert und anderweitig verwertet. Die insgesamt bewegten Massen betrugen nachvollziehbar dokumentiert etwa zehn Millionen Tonnen bis zum Silberbuck und vermutlich noch das Zwei- bis Dreifache zusätzlich bis in die Wälder um Fischbach. Der Pflichtdienst wurde 1948 wieder abgeschafft und die Arbeiten von beauftragten Baufirmen fortgeführt.
Nach dem Abbau der Gleise in den 1950er Jahren wurden die Trassen überbaut, wieder aufgeforstet oder anderweitig renaturiert.
Im Waldgebiet zwischen Valznerweiher und Fischbach sind noch heute zahlreiche aufgeschüttete Erdwälle der Ablagerungen und die ehemaligen Trassenführungen zu erkennen.